# Adagio en si mineur (Mozart)
L'Adagio en si mineur pour piano, K. 540, de Wolfgang Amadeus Mozart est une composition indépendante pour le piano seul, écrite le 19 mars 1788.

## Analyse
La pièce est composée de cinquante-sept mesures écrites à , de deux sections chacune reprises et d'une coda de six mesures concluant en un clair si majeur. Son interprétation dure entre six et douze minutes. La tonalité de si mineur est peu utilisée par Mozart. À part dans cette pièce, Mozart l'a seulement introduite dans une œuvre instrumentale : le mouvement lent du Quatuor avec flûte no 1 en ré majeur (KV 285).